# Hemiphaga
Genre
Le genre Hemiphaga comprend deux espèces d'oiseaux néo-zélandais appartenant à la famille des Columbidae.

## Liste des sous-taxons
D'après la classification de référence (version 5.1, 2015) du Congrès ornithologique international (ordre phylogénique) :
- Hemiphaga novaeseelandiae – Carpophage de Nouvelle-Zélande
- Hemiphaga chathamensis – Carpophage des Chatham